# ステファニー・バッケル
アナ・ステファニー・バッケル・ゴンザレス（Ana Stephanie Vaquer González, 1993年3月29日 - ）は、チリのコルチャグア県サン・フェルナンド出身の女子プロレスラー。WWE所属。

## 経歴

### WWE
2024年7月10日にWWEと契約し、NXT所属となる。10月27日のPPV『ハロウィーン・ハボック』にてジュリアと組み、タッグマッチでロクサーヌ・ペレス、コーラ・ジェイドに勝利した。12月7日のPPV『デッドライン』ではNXT女子王座への挑戦者を決めるアイアン・サバイバーチャレンジに出場したが敗北している。
2025年2月1日のPPV『ロイヤルランブル』の女子ロイヤルランブルマッチでは24番目に出場。
同月15日のPPV『ベンジェンス・デイ』にてファロン・ヘンリーに勝利し、NXT女子北米王座を初戴冠した。南米出身の女子選手がWWEでタイトルを獲得するのは史上初である。
25日のNXTにてカーメン・ペトロビッチに勝利して王座を防衛。試合後にNXT女子王座のジュリアと対峙し、3月11日のPPV『ロードブロック』にて、NXT女子王座とNXT女子北米王座の勝者総取り戦を行うことが決定した。ロードブロックではジュリアに勝利し、NXTの女子選手では史上初となる二冠を達成した。女子北米王座はまもなく返上した。
2025年5月、バトルグラウンドでジョーディン・グレイスと対戦。バッケルがピンフォール勝ちし、NXT女子王座の防衛に成功した。

## 獲得タイトル
WWE
- NXT女子王座：1回
- NXT女子北米王座：1回

CMLL
- CMLL世界女子王座：1回
- CMLL世界女子タッグチーム王座：1回

w / セウシス
- オキシデント女子タッグチーム王座：1回

w / セウシス
新日本プロレス
- STRONG女子王座：1回

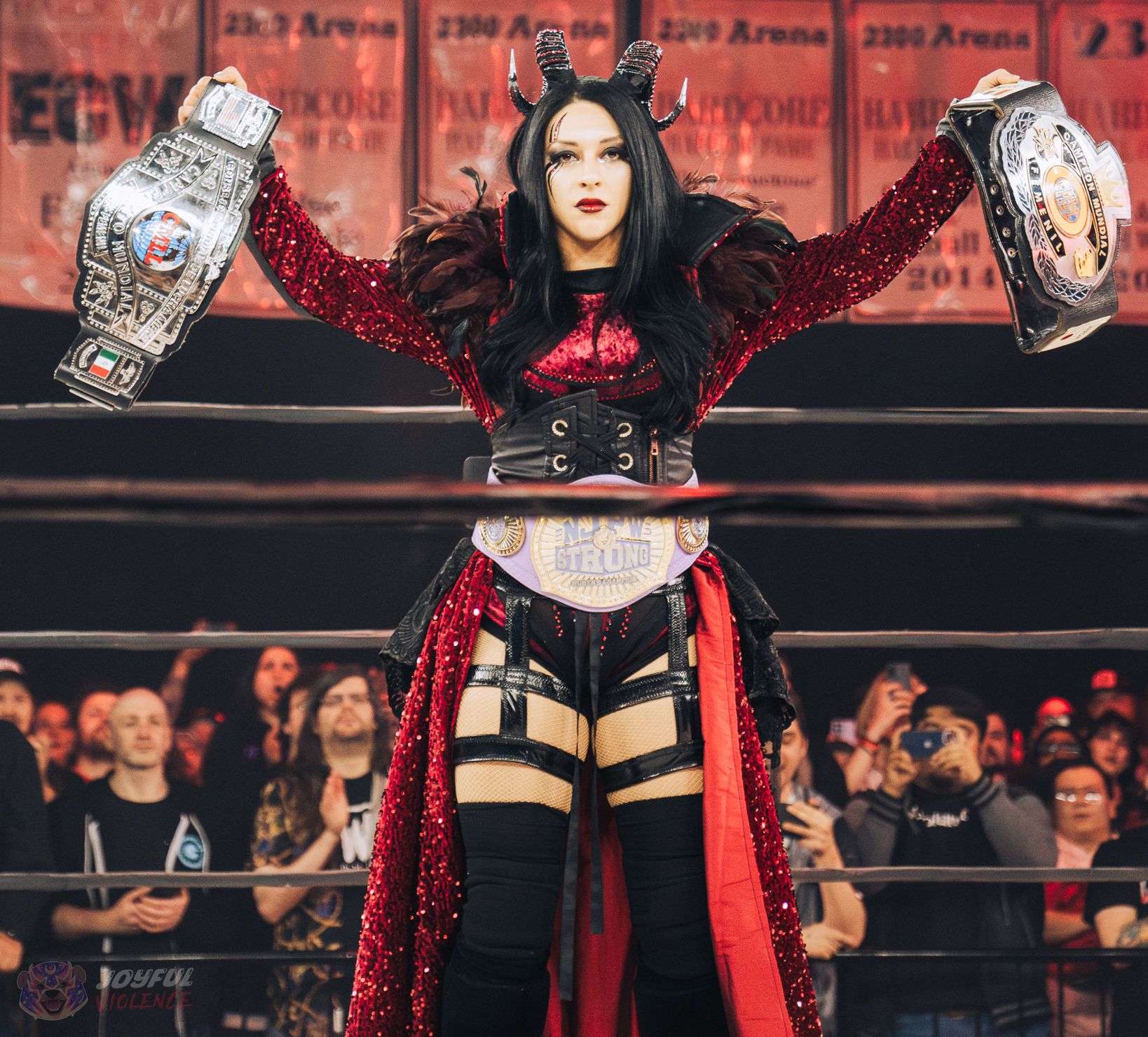
2024年にCMLL世界女子王座、CMLL世界女子タッグチーム王座、STRONG女子王座の三冠を達成

アリーナ・アステカ・ブドカン
- アリーナ・アステカ・ブドカン・インターナショナル女子王座：1回

アリーナ・クアウティトラン・イスカリ
- アリーナ・クアウティトラン・イスカリ混合タッグチーム王座：1回

w / リッキー・マルビン